# Ahausen
Ahausen település Németországban, azon belül Alsó-Szászország tartományban. Lakosainak száma 1908 fő (2023. december 31.).

## Népesség
A település népességének változása:
| Lakosok száma | 1923 | 1886 | 1873 | 1920 | 1930 | 1908 |
|               | 2016 | 2017 | 2019 | 2021 | 2022 | 2023 |